# Carmita Abdo
Carmita Abdo (Estado de São Paulo, 1949) é uma psiquiatra e sexóloga brasileira. Doutora e livre-docente em psiquiatria, é fundadora e coordenadora geral do ProSex do Hospital das Clínicas da Universidade de São Paulo.
Em 2003, coordenou o maior estudo sobre sexualidade já realizado no Brasil, que entrevistou cerca de 7.100 pessoas de todas as regiões do país. A partir dele, a professora escreveu o livro Descobrimento Sexual do Brasil, lançado pela Summos Editorial em 2004, o qual traz um retrato multifacetado dos hábitos sexuais do brasileiro. Já em 2008, coordenou outro estudo, intitulado «Mosaico Brasil», no qual foram ouvidas 8.200 pessoas em dez capitais brasileiras.
Presença constante na mídia impressa e eletrônica, a psiquiatra já foi alvo de entrevistas em programas como De Frente com Gabi, Roda Viva, Todo Seu e Gabi quase proibida, além de atuar como eventual consultora em sexologia em publicações como Folha de S.Paulo, O Estado de S. Paulo, Veja e Época. Entre 2009 e 2011 foi também um dos componentes fixos do programa Amor & Sexo, da TV Globo, com Fernanda Lima e Leo Jaime.

## Livros
Abdo publicou os seguintes livros:
- Sexo no cotidiano
- Armadilhas da Comunicação
- Sexualidade Humana e Seus Transtornos
- Estudo da Vida Sexual do Brasileiro
- Depressão e Sexualidade
- Sexo Pode Ser: Menos Mito e Mais Verdade
- Da depressão à Disfunção Sexual – e Vice-versa
- Descobrimento Sexual do Brasil